# Sun Myung Moon
Sun Myung Moon (coreà: 문선명)  (P'yŏngan del Nord, 6 de gener de 1920 - Gapyeong, 2 de setembre de 2012) va ser un líder religiós i magnat sud-coreà. Fou el fundador del moviment Església de la Unificació, de la Federació per la Pau Universal i de la Federació de Famílies per a la Pau Mundial. Va néixer el 25 de febrer del 1920 a Sangsa-ri (en pinyin: Shàng sī lǐ, en xinès: 上思里, literalment, 'llogaret de pensament alt'), Deogun-myon, Jeongju-gun, província de Pyongyan Nord (Corea, actualment a Corea del Nord); fill de Moon Kyung-Yoo i Kim Kyung-gye. Morí el 2 de setembre de 2012 amb noranta-dos anys. A partir de llavors la direcció del moviment de la Federació de Famílies per la Pau Mundial ha estat guiada per la seva vídua, l'anomenada Verdadera Mare, Hak Ja Han Moon.

## L'anomenada secta Moon
Es tracta d'una organització que abraça creences cristianes amb ensenyaments espiritualistes orientals. Adeptes i benefactors creuen que l'autèntica missió de Jesús no era morir a la creu. Crist va fer tot el que va poder, però l'actitud dels dirigents de la seva època va impedir que fos reconegut com a Messies i el portaren a la creu, la qual cosa va acceptar Jesús amb valentia, i malauradament va donar només una salvació espiritual (després de la mort) i no com Déu volia en l'esfera física i espiritual. Així doncs, segons Sun Myung Moon, com que no fou escoltat en vida com a Messies va impedir que l'autèntic pla de Déu tingués èxit, però el seu sacrifici acceptant la creu, va obrir la porta a la seva resurrecció i la vinguda de l'Esperit Sant, tot el qual va donar vida al moviment cristià com una preparació per a la Segona Vinguda del Messies que Jesucrist va profetitzar. Sun Myung Moon s'autoproclama conjuntament amb la seva esposa Hak Ja Han com els "Vertaders Pares" de la Humanitat. Assumeixen respectivament el paper de tercer Adam i Eva units a Déu Pare. Treballant per la cooperació amb totes les religions i filosofies i de tornar a connectar l'home amb Déu, connexió que va ser interrompuda a l'origen de la història humana a causa del pecat original, la caiguda dels primers avantpassats.

## Infància
De nen va seguir els seus estudis en una escola confucianista. Cap a l'any 1930, els seus pares es van convertir al cristianisme i el jove Sun Myung Moon va ensenyar el catecisme a l'Església Presbiteriana.
En aquesta època Japó dominava Corea i no autoritzava la pràctica de cap altra religió que el xintoisme. Els cristians de Corea eren molt fervorosos i a causa d'això es negaven a doblegar-se davant de l'emperador del Japó. Això va produir molts màrtirs i patriotes que treballaven a l'exili, com a govern independent, per l'alliberació de Corea del Japó. La família del reverend Moon pertanyien a aquests grups a Corea del Nord. Ell de nen ja es preguntava per què la gent bona havia de patir tant.

## Els inicis de l'Església de la Unificació
L'1 de maig de 1954, a Seül, Sun Myung Moon va fundar amb quatre dels seus deixebles l'Associació de l'Esperit Sant per a la Unificació del Cristianisme Mundial (més coneguda amb el nom d'Església de la Unificació o "secta Moon".
L'Església immediatament va atreure seguidores de la Universitat Femenina d'Ewha, la qual era una institució fonamentada en el cristianisme protestant.
La universitat, intrigada en veure a moltes de les seves estudiants unir-se a aquest nou moviment, va enviar professors a indagar.
Però en veure que també alguns d'aquests professors es van unir al petit grup, es van aixecar nombroses sospites.
La directora de la universitat Ewha, Maria Park, va decidir donar-los a elegir als professors i a les estudiants entre deixar l'Església, o deixar la universitat. A més acusà la secta d'orgies sexuals i cerimònies diabòliques, fet que va reforçar l'opinió que l'església del reverend Moon era una església herètica i que practicaven orgies sexuals. Això ho van publicar a tots els diaris del país en portada.
No obstant això, les mateixes estudiants de la universitat que assistien a l'església defensaven la seva posició de seguir el reverend Sun Myung Moon i la seva filosofia. Molts plets legals van ser disputats per a recuperar les estudiants, sigui pels pares de família o de la mateixa directora de la universitat.
Plets legals i baralles de carrer van ser el centre d'atenció per a prendre cartes en l'assumpte i posar fi ràpidament a una cosa que senzillament "taca el bon nom de la universitat Ehwa" i "cal rescatar les seves estudiants de l'infern herètic de Sun Myung Moon i la seva secta".
La conseqüència d'aquesta disputa legal va ser que la directora Maria Park i el seu marit van ser assassinats pel seu fill Kang Suk Lee, qui es va suïcidar després.
El reverend Moon i dos deixebles més van ser empresonats i jutjats després de tres mesos, van ser proclamats innocents i deixats en llibertat. Però aquesta notícia es va publicar en un petit missatge mig ocult que ningú va veure i el mal de les acusacions de la Sra. Maria Park es van estendre amb un gran perjudici pel moviment a Corea i més tard en tot el món.

## Expansió dels anys cinquanta i seixanta
Sun Myung Moon va poder desenvolupar el primer nucli de deixebles fidels. El 1957, l'església estava representada en trenta ciutats coreanes. El 1958 va ser enviat el primer missioner al Japó; el 1959, tres missioners van desembarcar als Estats Units i el 1965, alguns missioners van sortir des dels Estats Units cap a Europa: a Alemanya, Gran Bretanya, Itàlia i els Països Baixos, després el 1966 a França, Àustria i Espanya, i el 1975 a l'Amèrica Llatina, l'Àfrica i molts altres països de tot el Món.

## Matrimoni

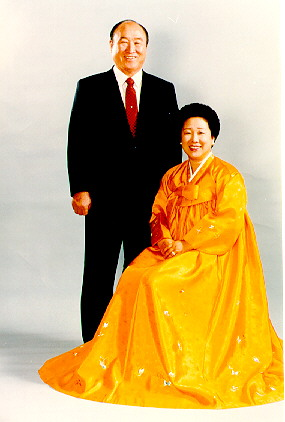
Sun Myung Moon i Hak Ja Han

El 16 de març de 1960, el reverend Sun Myung Moon, a quaranta anys, s'uneix en matrimoni i reben la Santa Benedicció amb la senyoreta Hak-Ja Han, de només disset anys, filla d'una de les primeres deixebles.
Sun-Myung Moon li va donar a Hak-Ja Han els noms de "Nova Eva" i "Verdadera Mare de l'Univers".
Sun Myung Moon va dir que ell i la seva esposa eren els Pares Veritables, i que els seus seguidors són «els membres de la família». La Sra. Hak Ja Han, la seva mare i la seva àvia, procedien d'un fervorós grup cristià de Corea del Nord, que també va ser molt perseguit per les autoritats comunistes. Quan la Mare Moon tenia cinc anys les tres dones, van fugir a Corea del Sud des del seu poble, en una perillosa escapada a peu, de dos-cents km. (Es pot llegir el relat de les memòries de la mare Moon al llibre "Mare de la Pau" Mother or Peace, disponible en prop d'una vintena d'idiomes).
Aquesta "nova era" inicia la coneguda pràctica del Moviment dels matrimonis massius realitzats per Sun Myung Moon, als que s'uneixen en matrimoni multitud de parelles d'arreu del món, actualment també via satèl·lit, que desitgen donar un testimoni de veritable amor. Primer tres parelles, després 36. Després 72 parelles. I a poc a poc es van multiplicar per tot el món, moltes vegades com a parelles internacionals, interculturals o interracials, amb la finalitat de superar les fronteres i divisions de la humanitat. Actualment, prèviament són aparellades, i si s'entenen i ho volen poden participar en aquesta cerimònia de Benedicció.

## La missió als Estats Units

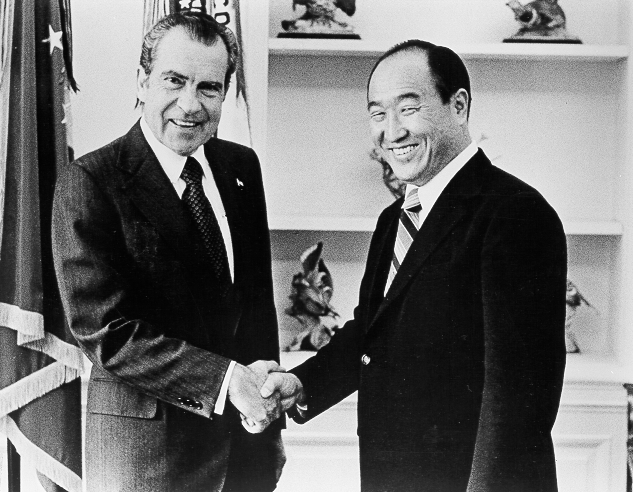
El president Nixon i Moon

El 1971, el reverend Sun Myung Moon i la seva esposa, van aterrar als EUA. Aviat va començar una gira per tots els seus estats. Abans va enviar com a pioners a la Yo On Kim, teòloga i al Coronel Park, que hi va anar com a agregat militar de carrera. Invertí grans sumes de diners que li van proporcionar les Famílies unificacionistes del Japó. Grans festivals com el Washington Monument el 1975 van fer història. El festival multitudinari: God Bless America el 1976 per a celebrar el bicentenari de l'establiment dels EUA en el qual va donar el missatge principal. "He vingut a Amèrica com un bomber!".
El 1980 Sun Myung Moon indirectament promogué la campanya de l'actor Ronald Reagan per a assolir la presidència dels EUA. El dia de l'elecció, abans que se sabés el resultat electoral, el seu diari a Nova York, News World, va imprimir un titular que deia «Reagan landslide» ('victòria aclaparadora de Reagan'). Es va dir que quan Reagan va aparèixer per televisió sostenint aquest diari, va influenciar en les votacions.

## Mort del seu segon fill
El segon fill de Sun Myung Moon i Hak-Ja Han, anomenat Heung-Jin Moon, va morir el 2 de gener de 1984 a causa de les ferides patides en un accident automobilístic el desembre de 1983, quan un camió se li va tirar a sobre en una carretera gelada.
Sun Myung Moon li va adjudicar una gran importància a la seva mort, i Heung-Jin Moon va ser oficialment considerat «rei dels esperits» en el cel i, actualment, es diu que realitza seminaris en el paradís per a les ànimes dels morts conjuntament amb Jesucrist. Durant anys diversos membres «canalitzaren» el seu esperit, fins que el 1987-1988 Sun Myung Moon i la seva família van acceptar a un membre anomenat Zimbabwe com a canal continu de Heung-Jin Nim. Li van posar de sobrenom «el Heung-Jin Nim negre», i va començar a viatjar pels centres d'arreu del món donant conferències i rebent confessions. Malauradament al cap de poc temps aquest membre africà es va trastornar i va ser apartat del grup.
Un antic membre anomenat Damian Anderson va informar haver vist «colpejar el cap d'algunes persones, picant-les amb un bat de beisbol, donant cops de puny al cap i emmanillant-les amb manilles d'or», i va descriure la força bruta que s'aplica per evitar que les persones abandonessin l'esdeveniment o l'edifici, empresonant per la força als que protestaven.
Nansook Hong recorda: «Ningú de la Verdadera Família era immune a les batusses d'aquest membre. Aviat la quantitat d'entusiastes seguidors del Heung-Jin Nim negre, es van desencantar d'aquest fenomen espiritual i van començar a queixar-se. Ell va colpejar finalment al sexagenari Bo Hi Pak, que va haver de ser hospitalitzat durant una setmana a l'hospital de Georgetown». A causa de la malaltia mental que aquest membre va patir, no va poder continuar la tasca espiritual.
El reverend Sun Myung Moon va advertir els membres que a partir d'aquest moment fossin més curosos davant d'aquest i d'altres mèdiums que apareguessin a l'horitzó.

## Processos
El 1982 Sun Myung Moon complí condemna als Estats Units per evasió d'impostos, per la qual va estar pres un any i mig. Les donacions dels membres estaven en un compte a nom de reverend Sun Myung Moon. Sun Myung Moon va ser declarat culpable i condemnat a divuit mesos de presó, a més de pagar 25.000 dòlars de multa per "frau fiscal i conspiració".
Tanmateix, no es va poder aconseguir l'expulsió de Moon dels Estats Units.

## Valors ètics dels moonistes

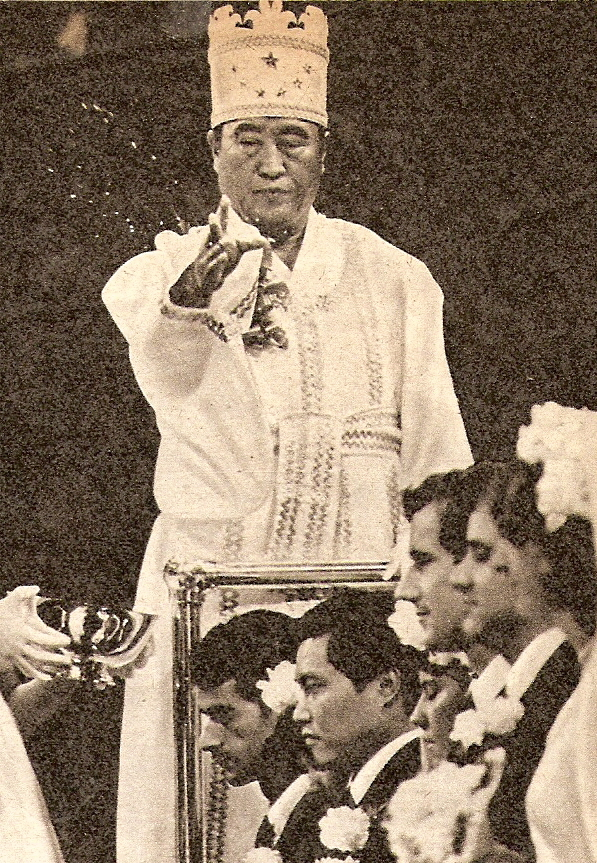
Casament moonista

Molts seguidors de Sun Myung Moon són joves, atrets per ideals de pau i fraternitat universal, i per la denúncia de tot el que no va bé en el món. Molts d'ells han estat desenganyats per la manca de principis sòlids en la societat contemporània, i el seu atractiu està en la promoció de certs valors que actualment estan en crisi.
Amb aquest rerefons ètic s'inculca a molts joves seguir el camí de la fidelitat a la parella i mantenir la puresa sexual fins a arribar al matrimoni, especialment els encoratgen a participar en les cerimònies de matrimoni entre cultures.

## Sun Myung Moon el nou Messies
Sun Myung Moon es va proclamar en vida com el "Tercer Adam". Es va proclamar a si mateix "com el Pare Veritable de la nova humanitat, i el Senyor del Segon adveniment".
Diu que tots els éssers humans "som fills de Déu i hem d'adonar-nos de la nostra connexió amb Ell, igual que va fer el mateix Jesús".
Quan esmenta la seva pàtria, Corea, es refereix a Corea del Nord i del Sud, ja que no volia morir sense haver aconseguit la reunificació pacífica de les dues Corees. Tot home desitja retornar a la seva terra natal original. I deia: si Corea del Nord i del Sud s'uneixen, llavors tot el Món es podrà unir. La qualifica de terra de fe, especialment Pyongyang, la capital de Corea del Nord, era denominada la Segona Jerusalem, abans de la divisió. De fet l'any 1990, va anar a Corea del Nord, amb la seva esposa i un petit grup de deixebles. Convidat pel mateix Kim Il Sung. Va poder visitar la tomba dels seus pares i la seva casa natal. Es va entrevistar amb el president Kim Il Sung i amb un cor de reconciliació, van parlar de diversos projectes, entre els quals la creació de la fàbrica de cotxes Panda. De llavors ençà es van iniciar alguns projectes per la reunificació i de retrobament de familiars, separats després de la guerra entre el Sud i el Nord.
Encara que només predica en coreà i es val d'intèrprets, ha guanyat molts seguidors arreu del món a tots els continents.
Sun Myung Moon va fundar diverses organitzacions als Estats Units i a Europa:
- Església de la Unificació
- Federació de Famílies per la Pau i la Unificació Mundial
- Federació per la Pau Universal
- Federació de Dones per la Pau
- Unificació del Cristianisme Mundial
- Moviment Universitari per a la Recerca dels valors absoluts

Sun Myung Moon fou immensament ric, però segons els seus adeptes, aquesta fortuna no era per al seu ús personal sinó per al creixement del Moviment d'Unificació.
Entre els seus projectes es compten organitzacions d'ajuda humanitària, de cooperació per la pau, companyies de productes de dietètica (com el revitalitzador ginseng); posseïa diaris a Washington DC (The Washington Times ) i Nova York, i el New Yorker Hotel, convertit en Centre Missioner Mundial.
Companyies seves són Tonga Titanic Industrial, Corea Titanium LD, Illwha pharmaceutical, Ilshim Handicraft.
També a Amèrica Llatina hi ha hotels i diaris del Moviment d'Unificació.

## La doctrina de Sun Myung Moon

### Jesucrist: el Fill de Déu rebutjat per la gent del seu temps
Segons Sun Myung Moon, el primer Adam va fracassar en el Paradís davant la temptació que el dimoni li va fer per mitjà d'Eva.
El segon Adam: Jesús; va morir assassinat en una creu.
La mort a la Creu no hauria estat planejada per Déu, i els cristians en insistir-hi caurien en un error.
A més, com Jesús no es va casar i no va deixar descendents, la seva obra no va poder ser afirmada plenament. Va vèncer en l'espiritual, però no en l'àmbit corporal.
Sun Myun Moon descriu Jesucrist com el Messies, el fill de Déu que va venir a salvar la humanitat com a representant del seu Pare i a complir la Seva voluntat.

### Totes les religions han d'acabar
L'ideal moonista consisteix en un pensament religiós, que està expressat en el seu llibre fonamental "El Principi Diví". Bàsicament té tres parts: Déu i el seu ideal de la Creació, la caiguda humana (l'origen del mal) i la 3a part: la història providencial de la restauració. Es pot estudiar per internet: 

### Obediència absoluta als Manaments de Déu
Fins i tot Déu, ensenya el reverend Moon, és fidel als seus propis principis. També els éssers humans hem de madurar fins a esdevenir éssers divins, com Jesucrist. Fills i filles de Déu.
Allò que ha mogut la indignació mundial i ha provocat declaracions condemnatòries d'alguns bisbes és la creença que aquest moviment ha seduït molts joves, que se'ls allunyava de les seves llars, se'ls recloïa en comunes on no podien tenir contacte amb l'exterior, se'ls rentava el cervell i se'ls enviava com a missioners.
El terme "obediència" s'empra a la Promesa de la Família, redactada per Sun Myung Moon per establir un compromís amb Déu sobre la vida matrimonial i sobre la vida de fe.
Això s'exposa en el punt vuitè de la Promesa de la família:
"La nostra família, propietària del Chon-il-guk (el regne del Cel segons la doctrina), centrada en el Verdader Amor i havent entrat en l'era del Testament Complet, promet assolir la unitat d'amor entre Déu i la humanitat per mitjà de la fe, l'amor i l'obediència absoluts, i perfeccionar d'aquesta manera l'àmbit de l'Alliberament i total redempció del Regne de Déu a la Terra i al Cel."
La finalitat de les religions és ajudar les persones a ser feliços i crear un Món de pau i amor. El dia que això s'assoleixi, les religions ja no seran necessàries. El reverend Moon convida els seus seguidors a superar les barreres que els separen dels altres i a buscar l'arrel comuna de totes les religions.
Per això en algunes estadístiques publicades per l'Església de la Unificació Universal es reconeix que el 40% dels seus adeptes ve del protestantisme i el 36% del catolicisme a Europa i a Amèrica llatina i a les Filipines. Mentre que a Àsia, n'hi ha també del Japó i de Tailàndia que són budistes o confucianistes. També d'origen jueu, als EUA, com Sr. Dr. Moses Durst o Andrew Wilson, autor de The World Scripture.

### Llocs a favor
- http://www.familyfed.org
- http://www.upf.org

### Llocs contraris
- Corazones.org
- Pare-Fichter.Blogspot.com
- TParents.org